# Re:Creations
Re:Creations è il terzo EP dei There for Tomorrow, pubblicato il 9 ottobre del 2010.

## Tracce
1. Small World – 4:56
2. RE: Burn the Night Away – 4:02
3. RE: Deathbed – 3:40
4. Soul Full Solace (Interlude) – 2:09
5. RE: Stories – 4:50
6. Small World (DallasK Remix) – 4:56
7. The World Calling (Twerkshop Remix) – 4:15

## Formazione
- Maika Maile - voce, chitarra ritmica, programmazione
- Christian Climer - chitarra solista, cori
- Christopher Kamrada - batteria, campionatore
- Jay Enriquez - basso, cori